# Sainte-Marie-sur-Semois
Sainte-Marie-sur-Semois – dzielnica (section) gminy Étalle w Belgii, w Regionie Walońskim, w prowincji Luksemburg, w okręgu Virton. 1 stycznia 2020 roku liczyła 1604 mieszkańców. Do 31 grudnia 1976 r. samodzielna gmina. Leży nad rzeką Semois.

## Demografia
Liczba mieszkańców, stan na 1 stycznia:
| Rok                | 1930 | 1947 | 1961 | 2020 |
| ------------------ | ---- | ---- | ---- | ---- |
| Liczba mieszkańców | 1020 | 955  | 935  | 1604 |